# Bayankhongor Airport
Bayankhongor Airport är en flygplats i Mongoliet.   Den ligger i provinsen Bajanchongor, i den centrala delen av landet, 500 km väster om huvudstaden Ulaanbaatar. Bayankhongor Airport ligger 1 849 meter över havet.
Terrängen runt Bayankhongor Airport är kuperad österut, men västerut är den platt.  Trakten runt Bayankhongor Airport är nära nog obefolkad, med mindre än två invånare per kvadratkilometer. Närmaste större samhälle är Bajanchongor, 3,6 km norr om Bayankhongor Airport. Trakten runt Bayankhongor Airport består i huvudsak av gräsmarker.